# Chrysoteuchia fuliginosellus
Chrysoteuchia fuliginosellus là một loài bướm đêm trong họ Crambidae.